# Arnstein (Sassonia-Anhalt)
Arnstein è una città tedesca di 6 339 abitanti situata nel Land della Sassonia-Anhalt.

## Geografia antropica

### Frazioni
Arnstein è composta da 12 frazioni corrispondenti ad altrettanti ex comuni incorporati il 1º gennaio 2010:
| Frazione              | Abitanti | Località                             |
| --------------------- | -------- | ------------------------------------ |
| Alterode              | 517      | Alterode                             |
| Arnstedt              | 552      | Arnstedt                             |
| Bräunrode             | 447      | Bräunrode, Friedrichrode e Willerode |
| Greifenhagen          | 272      | Greifenhagen                         |
| Harkerode             | 333      | Harkerode                            |
| Quenstedt             | 820      | Pfersdorf e Quenstedt                |
| Sandersleben (Anhalt) | 1 901    | Roda e Sandersleben                  |
| Stangerode            | 351      | Stangerode                           |